# Voices of Bishara
Voices of Bishara ist ein Jazzalbum von Tom Skinner. Die um 2021/22 entstandenen Aufnahmen erschienen am 4. November 2022 auf Brownswood / International Anthem / Nonesuch Records.

## Hintergrund
Der britische Musiker, Komponist und Produzent Tom Skinner, der als Mitglied des 2022 aufgelösten Quartetts Sons of Kemet bekannt wurde und 2022 mit Radiohead-Sänger Thom Yorke und Radiohead-Gitarrist Jonny Greenwood die neue Supergroup The Smile gründete, hat mit Voices of Bishara sein Solodebüt unter seinem eigenen Namen vorgelegt. Unter dem Pseudonym Hello Skinny waren bereits zwei Alben des Schlagzeugers erschienen. Er nahm Voices of Bishara an nur einem Tag auf, gemeinsam mit vier Musikerkollegen. Zwei der Musiker kannte er bereits, seitdem er sie vor 30 Jahren in der Schule kennengelernt hatte: Shabaka Hutchings, der Ex-Bandkollege von Sons of Kemet, und der Bassist Tom Herbert. Vervollständigt wird das Quintett auf Voices of Bishara von der Saxophonistin Nubya Garcia und dem Cellisten Kareem Dayes.
Skinner und sein Kreis von Musikerfreunden trafen sich zuvor regelmäßig zu sogenannten „Played Twice“-Sessions in Londons Veranstaltungsort Brilliant Corners. Die regelmäßige Veranstaltung hatte das Format, dass ein klassisches Album vollständig durch das audiophile Soundsystem der Bar gespielt wurde, woraufhin ein Elite-Ensemble seine Antwort darauf improvisierte. Die fragliche Nacht konzentrierte sich auf Life Time (Blue Note, 1965) des Schlagzeugers Tony Williams mit Sam Rivers, Richard Davis und Gary Peacock, und die Ergebnisse waren so gut, dass Skinner beschloss, das Material zu schreiben, das schließlich zu Voices of Bishara wurde. Skinner führte einige nicht näher bezeichnete Postproduktionsarbeiten an den Aufnahmen durch, fügte subtil einige Samples hinzu und zerlegte wiederum andere Teile, notierte Peter Margasak.
„Dieses Album ist ein Versuch, in einer Zeit zunehmender Unehrlichkeit und Desinformation durch Zusammenarbeit und Gemeinschaft etwas Wahres in die Welt zu setzen“, erklärt Skinner. Er versteht das Projekt als eine Art Leuchtturm: „Bishara ist der Überbringer guter Nachrichten, und indem wir die Musiker*innen auf diesem Album zusammenbringen, die mir sehr am Herzen liegen, huldigen wir dieser Idee, indem wir gemeinsam Licht verbreiten, wo zunehmend Dunkelheit herrscht.“ Der Albumtitel steht mit dieser Idee in engem Zusammenhang. Inspiriert hat Skinner das Soloalbum „By Myself“ (1978) des Cellisten Abdul Wadud, welches auf dessen Label Bishara erschienen ist, das er während des Lockdown entdeckte. Das Wort stammt aus dem Arabischen und bedeutet in etwa „gute Nachrichten“

## Titelliste

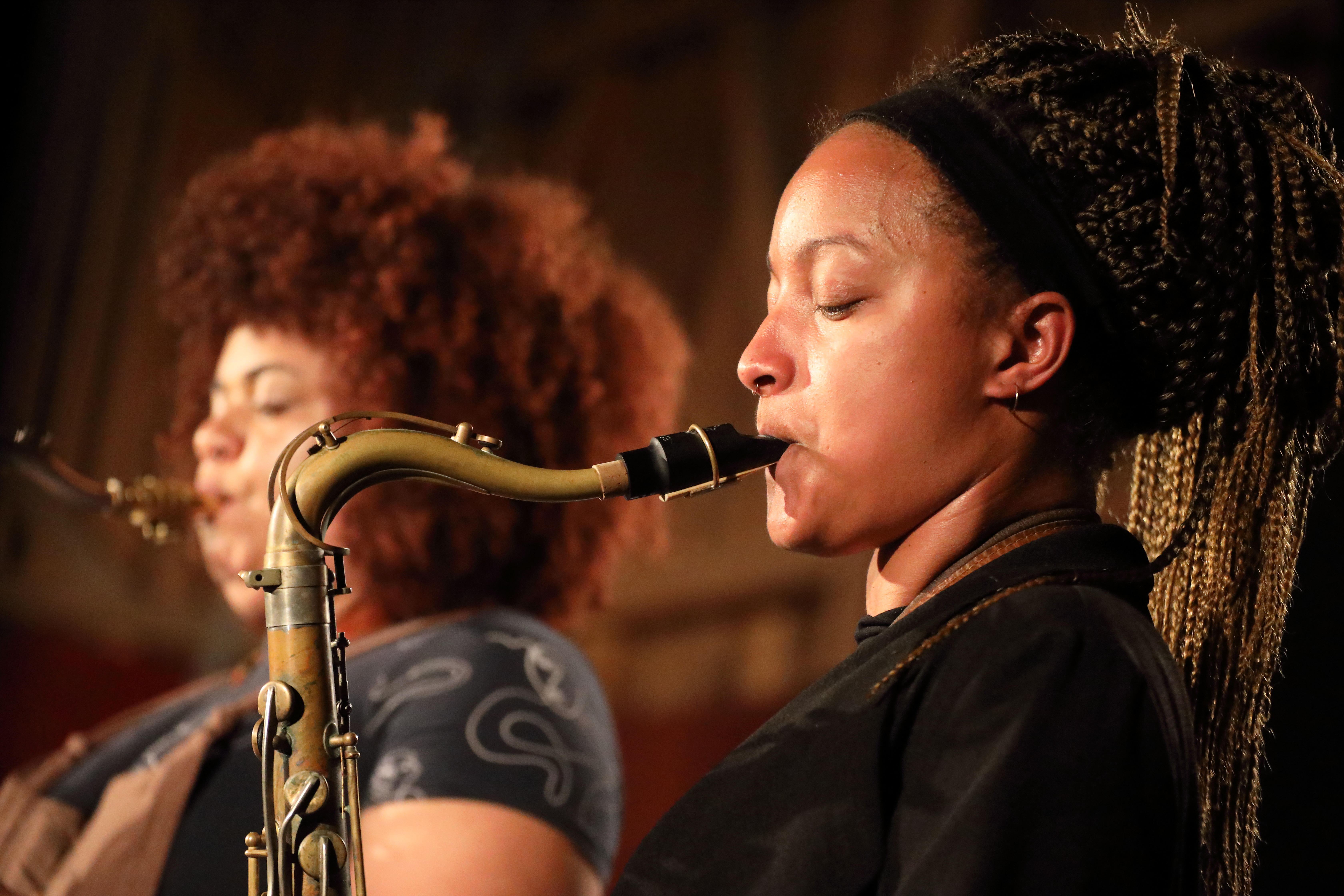
Nubya Garcia (mit Chelsea Carmichael, links) auf dem INNtöne Jazzfestival 2019

- Tom Skinner: Voices of Bishara (Brownswood/International Anthem/Nonesuch IARC0060)[7]

1. Bishara 5:37
2. Red 2 (Williams) 2:57
3. The Journey 5:01
4. The Day After Tomorrow 4:59
5. Voices (of the Past) 4:50
6. Quiet as it’s Kept 4:03

Wenn nicht anders vermerkt, stammen die Kompositionen von Tom Skinner. „Red 2“ ist eine Version von „Two Pieces of One: Red“ (Tony Williams).

## Rezeption
Nach Ansicht von Chris May, der das Album in All About Jazz rezensierte, zählt Voices of Bishara zu den bislang drei besten Jazzalben des Jahres 2022, „und es würde der Wiederkunft von John Coltrane, Charles Mingus, Horace Silver und Lee Morgan bedürfen, dass es drohen könnte, es zu verdrängen.“ Was hier passiert sei, stelle gut dreißig Minuten erhabener Jazz dar. Es würde zunächst turbulent klingen, wenn Hutchings und Garcia ihre mit gebrochenen Tönen übersäten Tenorsaxophone entfesseln, und dann wiederum besinnlich, wenn Hutchings zur Bassklarinette wechsle, Garcia zur Flöte und Dayes' klangvolles Cello hervorträte. Skinner und Herbert würden die Dinge in makellos dichter Formation jeweils heben, treiben und verankern.
Ammar Kalia schrieb im Guardian, Tom Kinner habe für seine Band sechs Tracks geschaffen, die von Free-Jazz-Fanfaren mit streitenden Bläsern und struktureller Perkussion zu bedrohlichen Klagen des Bass und Trance-induzierenden, sich überlagernden Melodien führen würden. Die Stimmung lande irgendwo zwischen dem „Beat-Splicing“ des zeitgenössischen Chicagoer Produzenten Makaya McCraven und den spirituell beeinflussten Melodien von Don Cherry aus den 1970er-Jahren.

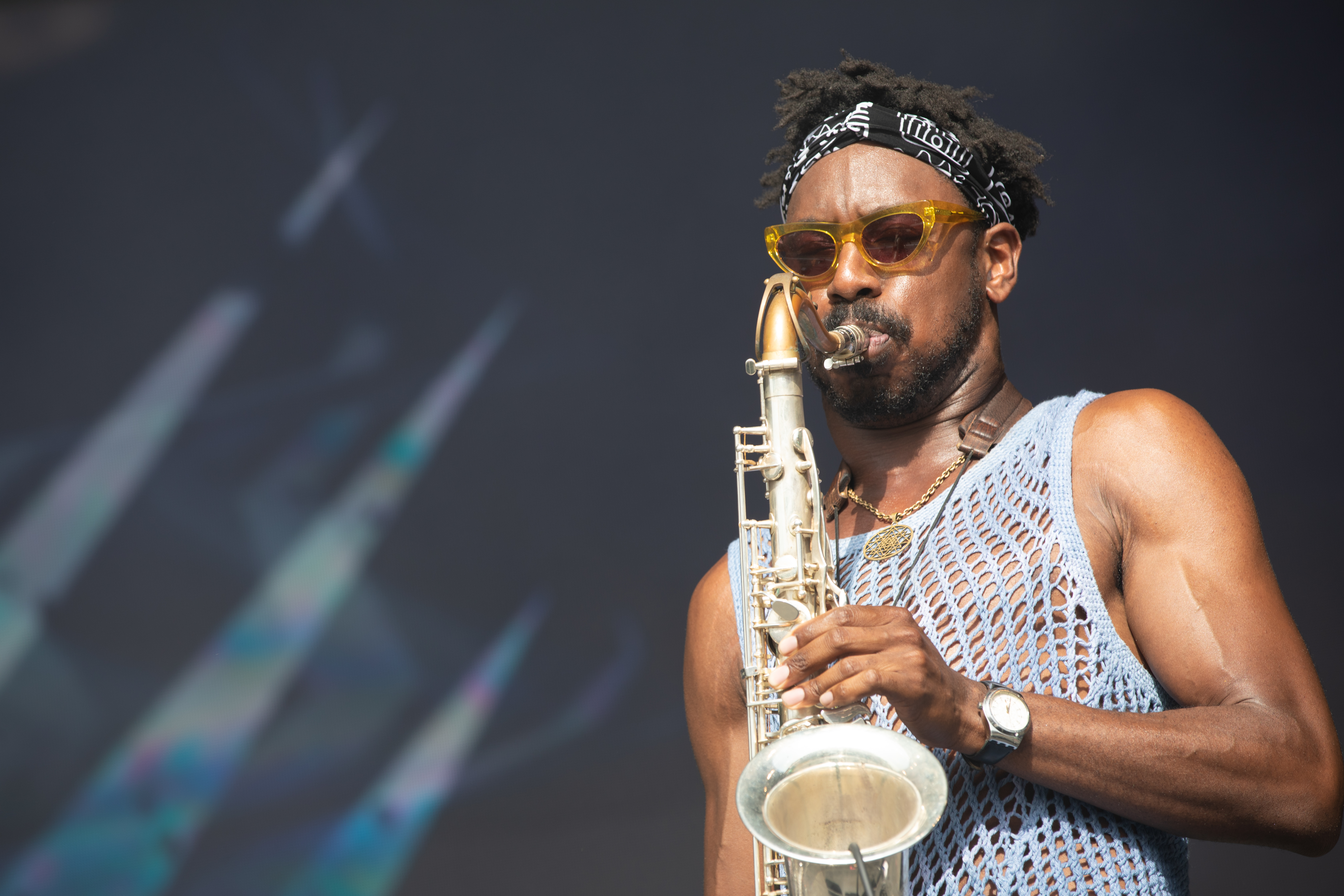
Shabaka Hutchings in Glastonbury 2019

Über einer sich wiederholenden, majestätischen Cello-Phrase führe Skinner blubbernde, kaskadierende Trommeln ein, bevor er einem der Saxophonisten erlaubt, im freien Spiel aufzusteigen, beschrieb Noah Sparks (Treble) den Beginn des Albums. Angesichts des spirituellen, hypnotischen Tons des Tracks und einer überwältigend kraftvollen Performance von Hutchings sei es schwer, sich nicht an den heiseren, expressionistischen Stil des kürzlich verstorbenen Pharoah Sanders zu erinnern. Sowohl in den nachdrücklichen und rasenden Soli als auch in der mantraartigen Instrumentierung kommen ikonische Werke wie Karma aus dem Jahr 1969 in den Sinn. Es sei ein wirklich bemerkenswerter Beginn. Voices of Bishara sei eine grandiose Bestätigung dessen, was Skinner sowohl als Schlagzeuger als auch jetzt als Komponist so interessant mache. Die Tracks können zu verschiedenen Zeiten in Hip-Hop, Funk oder Free Jazz abdriften, aber Skinner würde dies nie auf eine Weise tun, die schrill oder forciert klinge, sondern er filtere die Stile durch seine eigene ausgeprägte rhythmische Sensibilität. Es sei eine aufregende, lebhafte Platte und eine der besten Jazz-Veröffentlichungen dieses Jahres.
Das Album stützt sich hauptsächlich auf Jazz und instrumentalen Hip-Hop, um einen meist Groove-fokussierten Stil zu schaffen, der sich sporadisch in wildere, freiere Gebiete vorwage, meint Tim Clarke (Dusted). Nach dem wilden Begin sei „The Day After Tomorrow“ ebenfalls locker, aber auf eine ganz andere Art, seine düsteren Fäden von Saxophon und Cello würden sich ständig auflösen, obwohl Skinners Schlagzeug versuche, sie in Schach zu halten. „Red 2“ schürft eine ähnliche Naht, aber auf eine finsterere, finsterere Art, belebt durch ein sanftes Flötenspiel. An anderer Stelle liege der Fokus auf Skinners Beat, das gelegentlich nach der Performance in geloopte Grooves geschnitten und eingefügt worden zu sein scheint. Dies werde besonders deutlich bei „Voices (of the Past)“, das den offensichtlichsten Input aus der Postproduktion enthält und Jazzgitarren-Samples enthalte. Der Bass und die Drums auf „The Journey“ seien weitgehend unerschütterlich in ihrem Fokus, über den die Saxophone pointillistische Figuren platzen. „Quiet As It’s Kept“ runde die CD mit einigen der swingendsten und lebhaftesten Ensemblespiele der Musiker ab.
Trotz der Postproduktion würde letztendlich diese Session das Herz der Musik hervorbringen, schrieb Peter Margasak (The Quietus). Hutchings und Garcia würden besonders gut  klingenund eine feurige Seele entfesseln, die in ihrer zunehmend kalkulierten Arbeit als Bandleader normalerweise fehle. Hier geben sie sich einfach der Musik hin und spielen sich mit natürlichem Gefühl gegenseitig aus. Die Melodien seien einfache, anmutige melodische Formen, die es dem Quintett ermöglichten, mit Leichtigkeit im Dialog miteinander zu spielen.
Jeff Terich (Treble) zählte Voices of Bishara zu den besten Alben des Jahres;. Tom Skinner lebe im Groove, doch auf seinem Debütalbum als Bandleader erkunde er musikalisches Terrain jenseits von Swing, jenseits von Funk und weiter hinaus in emotional berührenderes und spirituell transzendentes Terrain. Shabaka Hutchings kanalisiere bei „Bishara“ etwas Intensives und Explosives, während Skinners agiler Touch hilft, Spannung auf dem unheimlichen „Red 2“ aufzubauen und „The Journey“ einen höllisch coolen Auftritt verleihe. Bereits bekannt war, wozu Skinner als Performer fähig war, aber da er sein eigenes Ensemble mit seinen eigenen Kompositionen beherrsche, sei er zu einem noch dynamischeren und vielseitigeren Künstler geworden.